# Bleikjo (Tysnes)
Ne doit pas être confondu avec Bleikjo ou Bleikjo (Øygarden).
Bleikjo est une île norvégienne dans le landskap Sunnhordland du comté de Vestland. Elle appartient administrativement à Tysnes.

## Géographie
Rocheuse et désertique, à fleur d'eau, elle s'étend sur environ 49 m de longueur pour une largeur approximative de 41 m. 